# Високовольтний вимикач

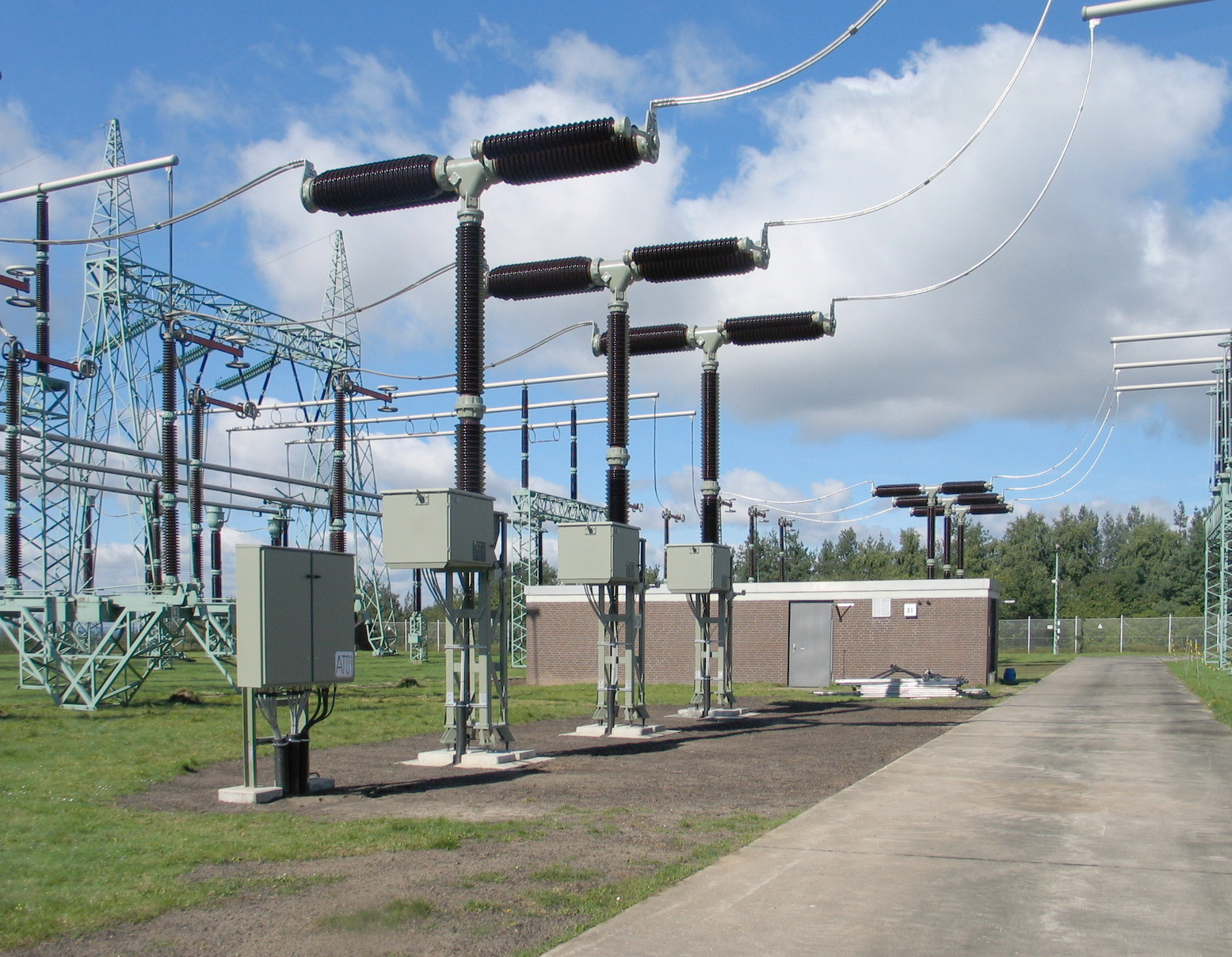
Три полюси елегазового вимикача 400 кВ

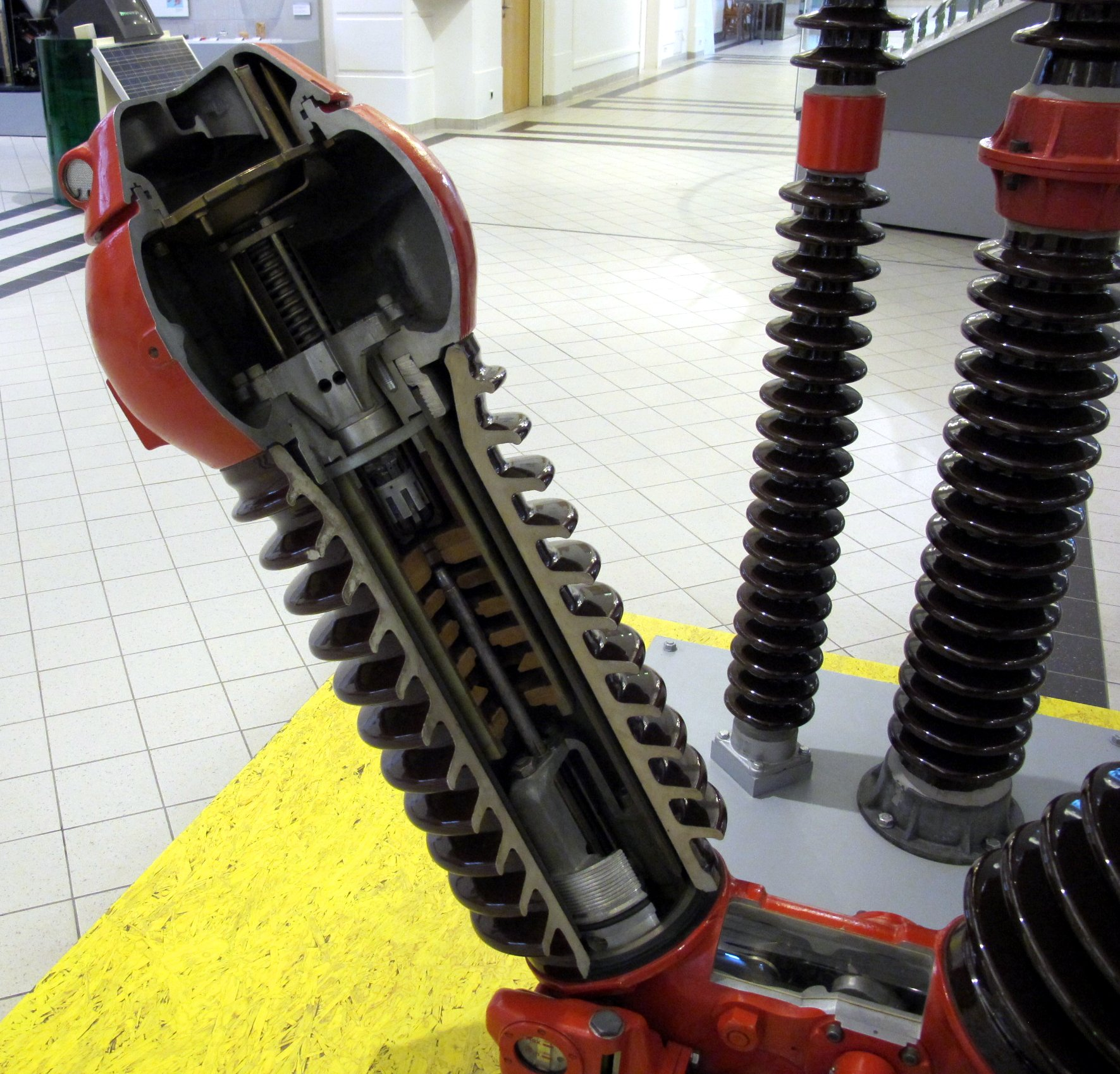
Розріз полюсу наповненого оливою вимикача Alstom, модель 50074G HPF, 110 кВ

Високовольтний вимикач — комутаційний апарат, призначений для оперативних вмикань та вимикань окремих електричних кіл або електрообладнання в енергосистемі в нормальних чи аварійних режимах при ручному, дистанційному або автоматичному керуванні.
Високовольтний вимикач складається з: контактної системи з дугогасного пристрою, струмопровідних частин, корпусу, ізоляційної конструкції і приводного механізму.

## Використання
Вимикачі середньої і високої напруги (номінальна напруга 6 – 220 кВ) і великим струмом вимкнення (до 50 кА) використовуються на електричних станціях і підстанціях. 

## Параметри
Вимикачі характеризуються такими параметрами:
- Номінальна напруга Uном (напруга мережі, в якій працює вимикач);
- Номінальний струм Іном (струм який проходить через вимикач, за якого він може працювати тривалий час);
- Номінальний струм вимкнення Iв.ном — найбільший струм короткого замикання (чинне значення), який вимикач здатний вимкнути за напруги, яка дорівнює найбільшій робочій напрузі при заданих умовах відновлюваної напруги і заданому циклі операцій;
- Допустимий відносний вміст аперіодичного струму в струмі вимкнення;
- Стійкість при наскрізних струмах КЗ, яка характеризується струмами термічної стійкості Iт і граничним наскрізним струмом;
- Номінальний струм вмикання — струм КЗ, який вимикач з відповідним приводом здатний увімкнути без приварювання контактів і інших пошкоджень при Uном і заданому циклі;
- Власний час вимкнення — проміжок часу від миті подачі команди на вимикання до моменту початку розходження дугогасних контактів;
- Параметри напруги, що відновлюється при номінальному струмі вимкнення — швидкість відновлюваної напруги, нормована крива, коефіцієнт перевищення амплітуди і напруги, котра відновлюється.

## Класифікація високовольтних вимикачів

### Спосіб гасіння дуги
- Елегазові вимикачі (бакові і колонкові);
- Вакуумні вимикачі;
- Масляні вимикачі (бакові і маломасляні);
- Повітряні вимикачі;
- Автогазові вимикачі;
- Електромагнітні вимикачі;
- Автопневматичні вимикачі.

### Призначення
- Мережеві вимикачі на напругу від 6 кВ і вище, що застосовуються в електричних мережах (крім кіл електричних машин і електротермічних установок) і призначені для пропускання і комутації струму в нормальних умовах роботи мережі, а також для пропускання протягом заданого часу і комутації струму в заданих ненормальних умовах, таких як умови короткого замикання;
- Генераторні вимикачі на напругу від 6 до 20 кВ, що застосовуються в мережах електричних машин (генераторів, синхронних компенсаторів, потужних електродвигунів) і призначені для пропускання і комутацій струму за нормальних умов, а також в пускових режимах і при коротких замиканнях. Відрізняються, великими значеннями номінального струму (до 10 кА) та струму вимкнення;
- Вимикачі на напругу від 6 до 220 кВ для електротермічних установок, що застосовуються в мережах великих електротермічних установок і призначені для пропускання і комутацій струму за нормальних умов, а також в різних експлуатаційних режимах і при коротких замиканнях;
- Вимикачі навантаження — вимикачі, призначені для комутацій за номінального струму, але не розраховані на розрив надструмів. Застосовуються в мережах 3-10 кВ з ізольованою нейтраллю для комутації невеликих навантажень — до декількох МВА;
- Реклоузери — підвісні секціонуючі дистанційно керовані вимикачі, забезпечені захистом, які встановлюються на опорах повітряних ЛЕП;
- Вимикачі спеціального призначення.

### Тип встановлення
- Опорні, мають основну ізоляцію на землю опорного типу;
- Підвісні, мають основну ізоляцію на землю підвісного типу;
- Настінні, закріплені на стінах закритих розподільних пристроїв;
- Викатні, мають пристосування для викочування з комірок розподільних пристроїв (для обслуговування, ремонту і для створення "видимого розриву" при роботах на лініях);
- Вбудовані в комплектні розподільчі пристрої.

### Категорія розміщення і кліматичного виконання
- П'ять категорій розміщення (поза і всередині приміщень з різними умовами обігріву та вентиляції);
- Десять кліматичних виконань (У, ХЛ, УХЛ, ТВ, ТС, Т, М, ОМ, В і О) залежно від географічного місця встановлення.

## Вимоги до вимикачів
Вимикач при аваріях завжди повинен забезпечувати чітку роботу. У разі відмови вимикача, аварія розвивається, що веде до важких руйнувань і великих матеріальних втрат, пов'язаних з перериванням постачання електроенергії, припиненням роботи великих підприємств, лікарень, тощо.
Через це, основною вимогою до вимикачів є особливо висока надійність їх роботи у всіх можливих експлуатаційних режимах. Вимкнення вимикачем будь-яких навантажень не повинно супроводжуватися перенапругами, небезпечними для ізоляції елементів установки. У зв'язку з тим, що режим короткого замикання для системи є найважчим, вимикач повинен забезпечувати вимикання кола за найменш можливий час.
Вивід вимикача для ревізії і ремонту, пов'язано з великими труднощами, тому що доводиться або переходити на іншу схему розподільчого пристрою, або просто вимикати споживачів. Отже, вимикач повинен допускати велику кількість вимикань коротких замикань без ревізії і ремонту. Сучасні вимикачі можуть вимикати без ревізії до 15 коротких замикань за повної потужності вимкнення.